# Pauline d'Harcourt
Pauline d'Harcourt, comtesse d'Haussonville, née le 4 mars 1846 à Paris, morte le 6 novembre 1922, est une aristocrate mondaine, présidente du Comité des Dames de la Société de Secours aux blessés militaires (SSBM), l'une des trois associations qui constituaient la Croix-Rouge française avant 1940.
De son nom complet Pauline Eugénie Eulalie d'Harcourt-Olonde, elle devient, par son mariage, Pauline de Cléron, vicomtesse d'Haussonville puis, après la mort de son beau-père, Pauline de Cléron, comtesse d'Haussonville.

## Biographie
Issue d'une famille d'ancienne noblesse, Pauline d'Harcourt est la fille de Georges d'Harcourt-Olonde, marquis d'Harcourt et pair de France, et de Jeanne Paule de Beaupoil de Sainte Aulaire (1817-1893), fille du comte Louis-Clair de Beaupoil de Sainte-Aulaire, ambassadeur de France.
Elle épouse à 19 ans le 23 octobre 1865 Paul-Gabriel d'Haussonville (1843-1924). De cette union naissent quatre filles: la duchesse de Plaisance, la comtesse Le Marois, la marquise de Bonneval et Mathilde d'Haussonville, née en 1874, qui la seconde dans ses activités charitables.
C'est une mondaine qui tient à Paris un salon aristocratique, hérité de sa belle-mère Louise de Broglie, comtesse d'Haussonville, décédée en 1882. Elle y reçoit des personnalités du monde politique orléaniste - son époux a été député royaliste et le représentant du comte de Paris Philippe d'Orléans (1838-1894) - ainsi que des Académiciens ; son mari est d'ailleurs élu à l'Académie française en 1888 et son salon passe pour être l'antichambre de l'Académie. Marcel Proust, sous le pseudonyme d'Horatio, évoque en 1904 la comtesse et son époux, son salon, sa sociabilité et son château de Coppet.
Parallèlement à sa vie mondaine, et d'ailleurs en relation avec elle, elle est vice-présidente du comité des dames patronnesses de la Société philanthropique et membre du comité des dames patronnesses de l’Office central des œuvres de bienfaisance. Son époux a présidé les conseils d’administration de ces deux sociétés. Elle intègre en 1898 le Comité central des dames de la Société de Secours aux blessés militaires (SSBM), la principale et la plus ancienne des trois associations qui forment la Croix-Rouge française à cette époque. Le Comité central rassemble des femmes de l'aristocratie désireuses de pratiquer la charité, souvent catholiques et royalistes - son époux est un royaliste modéré qui a fini par accepter la République (ce qu'un Charles Maurras lui reproche) - et c'est un catholique social, libéral en matière de religion. Elle en devient vice-présidente en 1904, fait fonction de présidente en 1906 puis est élue présidente en 1907. Fonction qu'elle occupe jusqu'à son décès en 1922.
Elle reçoit la croix de chevalier de la Légion d'honneur au lendemain de la Première Guerre mondiale, en 1920, à l'instar des présidentes des deux autres sociétés de la Croix-Rouge, avec comme citation : « Titres exceptionnels. A donné à la société et à son Œuvre tout son temps, toute son activité, toutes ses forces, visitant sans relâche les formations sanitaires, tant aux Armées qu'à l'intérieur, donnant à tous un admirable exemple d'énergie, de dévouement inlassable et d'ardent patriotisme ».

## Publications
- La Charité à travers la vie, Paris, J. Gabalda, 1912, 320 p., Préface de l'abbé de Gibergues[9]

## Distinction
- Chevalier de la Légion d'honneur à titre militaire, par décret du 17 février 1920[10]

## Sources et bibliographie
- Françoise Battagliola, « Philanthropes et féministes dans le monde réformateur (1890-1910) », Travail, genre et sociétés, no 22,‎ février 2009 (lire en ligne)[11].
- « Nécrologie », Bulletin de la Société française de secours aux blessés militaires des armées de terre et de mer,‎ janvier 1923, p.I-XVII (lire en ligne).
- Elsa Durbecq, « Femmes et œuvres : l’exemple des Croix-Rouges françaises », Recherches contemporaines, no 3,‎ 1995-96 (lire en ligne).
- Le Figaro, 7 novembre 1922, Robert de Flers (de l'Académie française), « Une grande Française. La comtesse d'Haussonville » (Lire en ligne)
- Vers la santé, janvier 1923, Gabriel Hanotaux (de l'Académie française), « La comtesse d'Haussonville » (Lire en ligne)
- Frédéric Pineau, 1919-1949: Les femmes au service de la France, Histoire & Collections, 2006
- Dossier de la Légion d'honneur de Pauline d'Haussonville dans la base Léonore